# 7741 Федосєєв
7741 Федосєєв (7741 Fedoseev) — астероїд головного поясу, відкритий 1 вересня 1983 року.
Тіссеранів параметр щодо Юпітера — 3,482.